# Iveco Powerstar
Der Iveco Powerstar ist ein Langhauber-LKW der in Australien und Brasilien produziert wird. Die erste Generation basierte auf dem Iveco EuroTech. Die aktuelle Generation basiert auf dem Iveco Stralis. In Europa ist das Modell als Iveco Strator erhältlich.

## Powerstar I 1999–2009
Der Powerstar wurde auf der Basis des Iveco EuroTech entwickelt und erhielt sowohl europäische als auch amerikanische Motoren.
So kamen beim Powerstar neben den europäischen Iveco-Motoren auch der Detroit DieselSerie 60 , Cummins Engine ISM, ISX und Caterpillar C12 und C15 zum Einsatz. Als Getriebe kamen die Iveco ZF-Eurotronic, Eaton Corporation Roadranger und Autoshift zum Einsatz. Der PowerStar war günstiger als die in Australien und Südamerika erhältlichen Konkurrenten aus den USA.
Ebenso wie diese konnte mit dem Powerstar als Road Train ein Gesamtgewicht von bis zu 120 Tonnen erreicht werden.
Der Powerstar I wurde zwischen 1999 und 2005 auch in Argentinien für den südamerikanischen Markt montiert.

## Iveco PowerStar II Version ISX seit 2009
Die neue Version des Powerstar entstand auf der Grundlage des Iveco Stralis. Bei seiner Einführung gewann er den Preis Truck of the Year 2010 Australia.
Erhältlich mit Motoren von 357 kW (485 PS) bis 405 kW (550 PS), hat er einen Tank mit 2000 Litern Fassungsvermögen in Serie, um eine Reichweite zur Durchquerung der Wüste von Melbourne nach Darwin und den Weg zwischen Sydney und Perth, 4000 km lang, zu gewährleisten. Es ist nun ein üblicher australischer Lastzug mit 90 Tonnen Gesamtmasse und 26 Metern Länge. Zunächst waren nordamerikanischen Antriebsstränge nicht erhältlich, sondern nur die Iveco-Cursor-Motoren  mit dem EuroTronic-II-Getriebe. Ab 2010 wurde dann der Cummins Engine ISX-Motor gekoppelt mit dem EuroTronic II-16-Gang-Getriebe angeboten, was die Verkaufszahlen des aktuellen Powerstar deutlich erhöhte. Das aktuelle Modell wird seit 2011 in CKD-Bausatz Weise in Brasilien für den südamerikanischen Markt montiert. Geplant ist zudem der Bau und Vertrieb in Nordamerika.